# استفان دوبک
استفان دوبک (فرانسوی: Stéphane Debac‎؛ زادهٔ ۲۳ اکتبر ۱۹۷۳) بازیگر اهل فرانسه است.
از فیلم‌ها یا برنامه‌های تلویزیونی که وی در آن نقش داشته‌است می‌توان به تعطیلات مستر بین، کمدی قدرت، و اتفاق اشاره کرد.